# ويلسون ادواردو
ويلسون ادواردو (8 يوليو 1990 في البرتغال - ) هو لاعب كرة قدم برتغالي في مركز الجناح . شارك مع منتخب البرتغال تحت 20 سنة لكرة القدم ومنتخب البرتغال تحت 21 سنة لكرة القدم. أما مع النوادي، فقد لعب مع أدو دين هاغ وريال سبورت كلوب وسبورتينغ براغا وسبورتينغ لشبونة ب وسبورتينغ لشبونة ونادي أكاديميكا كويمبرا ونادي بيرا مار ونادي دينامو زغرب ونادي بورتيمونينسي ونادي أولهانينسي ونادي العين.

## وصلات خارجية
- ويلسون ادواردو على موقع اتحاد تركيا (لاعب) (الإنجليزية)
- ويلسون ادواردو على موقع قاعدة بيانات كرة القدم.إي يو (الإنجليزية)
- ويلسون ادواردو على موقع ناشيونال فوتبول تيمز (الإنجليزية)
- ويلسون ادواردو على موقع Soccerway.com (الإنجليزية)